# Txulpan
Txulpan (en rus: Чулпан) és un poble de l'óblast d'Astracan, a Rússia, segons el cens del 2010 tenia 1.032 habitants.